# Saint-Pierre-du-Mont (Calvados)
Saint-Pierre-du-Mont è un comune francese di 77 abitanti situato nel dipartimento del Calvados nella regione della Normandia.

## Società

### Evoluzione demografica
Abitanti censiti